# TV Blomberg
Der TV Blomberg (offiziell: Turnverein Blomberg von 1866 e. V.) ist ein Sportverein aus Blomberg im Kreis Lippe.

## Geschichte
Der Verein wurde im Jahre 1866 gegründet. Nach dem Ende des Zweiten Weltkrieges wurde von den Besatzungsbehörden nur ein Sportverein in Blomberg genehmigt. Am 17. März 1946 schlossen sich daher der TV Blomberg, der Rasensportverein Blomberg und der SC Blomberg zum Blomberger SV zusammen. Streitigkeiten über die Nutzung einer Sporthalle führten dazu, dass im Jahre 1950 die Turner und Handballer den Blomberger SV verließen und den TV Blomberg neu gründeten. Das Sportangebot umfasst Badminton, Basketball, Bogensport, Handball, Leichtathletik, Karate, Tanzen und Tischtennis.

### Badminton
Die Badmintonmannschaft des TV Blomberg stieg im Jahre 1992 in die 2. Bundesliga West auf. Es war die letzte Saison der viergleisigen 2. Bundesliga. Am Saisonende wurden die Blomberger Sechster von acht Mannschaften und verpassten die Qualifikation für die ab 1993 zweigleisige 2. Bundesliga. In der Saison 2020/21 traten die Blomberger in der Bezirksliga an. Im Jahre 1991 richtete der TV Blomberg die deutschen Juniorenmeisterschaften in der Altersklasse U22 aus.

### Handball
Die Frauenmannschaft des TV Blomberg nahm in der Saison 1990/91 am DHB-Pokal teil. Dort gewannen sie in der ersten Runde mit 21:20 bei Eintracht Hildesheim. In der zweiten Runde folgte das Aus nach einer 17:21-Niederlage gegen den Zweitbundesligisten Hastedter TSV. Im Jahre 1993 fusionierte die Handballabteilung des TV Blomberg mit der des TV Herrentrup zur HSG Blomberg-Lippe.

### Leichtathletik
Im Jahre 1974 gründeten die Leichtathletikabteilungen der Vereine TV Blomberg, TV Bad Meinberg, TV Horn und TuS Rot-Weiß Schieder die LG Lippe-Süd.

### Bogensport
Im Jahr 2014 wurde der Bogensport mit in das Angebot des TV Blomberg aufgenommen. In Anlehnung an den Beinamen der Stadt Blomberg (Nelkenstadt) richtet die Abteilung jährlich das Nelkenturnier aus. Bei diesem Wettkampf messen sich bis zu 140 Bogenschützen in verschiedenen Klassen. Die Abteilung ist Mitglied im Deutschen Schützenbund.

## Persönlichkeiten
- Veronika Maaß